# Patschkau (Breslauer Patriziergeschlecht)
Das Patriziergeschlecht von Patschkau (auch von Paczcow, von Paxcowe) ist von 1280 bis 1429 in Patschkau und Breslau nachgewiesen. Zwei Familienmitglieder gehörten als Ratsherren dem Breslauer Rat an.
Der Name von Patschkau ist kein Adelsprädikat, sondern eine Herkunftsbezeichnung.

## Stammliste
Der Vater der nachgenannten vier Brüder war vermutlich Bürger von Patschkau:
1. Nicolaus / Nikolaus von Patschkau wirkte 1280 als Diener des Breslauer Bischofs Thomas II. 1294 ist er als Schöffe in Neisse belegt, wo auch seine Söhne und Enkel dem Rat angehörten. Sein Urenkel Nicolaus († 1426) wurde 1422 als Nikolaus III. Abt des Klosters Kamenz
2. Petrus / Peter „de Paxcowe“ ist für das Jahr 1313 als Schöffe und 1314 als Breslauer Ratmann belegt.
  1. Timmo von Patschkau ist der Stammvater der Breslauer Linie des Geschlechts. Er war von 1291 bis 1293 Ratsherr in Münsterberg und hinterließ vier Söhne:
    1. Jakoschu von Patschkau ist für das Jahr 1317 als Ritter belegt.
    2. Peter d. Ä. († 1340), wurde Bürger und Kaufmann in Breslau. 1313 gelangte er als erster seiner Familie in den Breslauer Rat. Er hatte drei Söhne:
      1. Peter d. J. (auch Petschko) von Patschkau ist erstmals für das Jahr 1333 als Bürger von Breslau belegt. 1340 wurde er der zweite Ratsherr seiner Sippe. Er war mit Ester Schwarz und nach deren Tod mit Adelheid vom Senitz verheiratet. Beide waren Ratsherrentöchter. Er hatte mit seinen Brüdern Kleinburg[1] geerbt, das er 1369 mit seinem Bruder Arnold und seinem Neffen Ludwig d. J. verkauft hat. Er hinterließ zwei Söhne:
        1. Philipp, der 1371 als Pfarrer von Königshain belegt ist und
        2. Nitsche von Patschkau, der für das Jahr 1379 als Bürger von Breslau nachgewiesen ist.

      2. Arnold († 1372), Herr auf Kleinburg, „juratus pamicidarum seu mercatorum“
      3. Ludwig († 1366), Bürger und Kaufmann in Breslau „Domina Ysintrudis relicta Lodovici de Paczcow 1366“. Dessen Nachkommen lassen sich über drei weitere Generationen bis Jacob von Patschau verfolgen. Dieser ist für das Jahr 1429 als Bürger von Breslau belegt.

    3. Conrad von Patschkau ist für das Jahr 1343 als Kleriker und Notar belegt.
    4. Heinemann von Patschkau blieb in Münsterberg und übernahm das Geschäft seines Vaters.
3. N. N. von Patschkau ist für die Jahre 1297–1299 als Domherr von Lebus[2] bekannt.
4. N. N. von Patschkau erwarb 1278 zweieinhalb Hufen in Neobschütz.